# Brentford

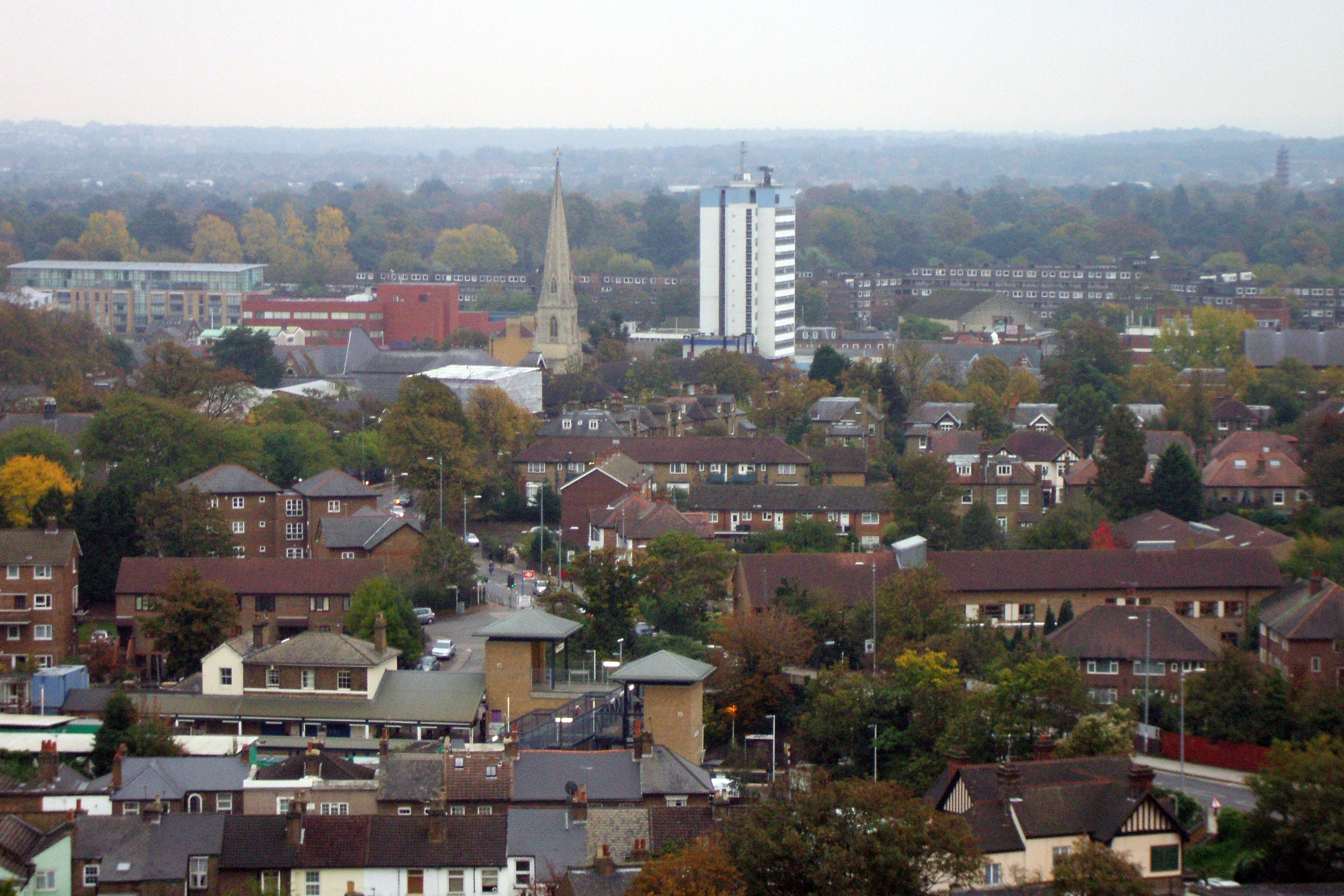
Brentford.

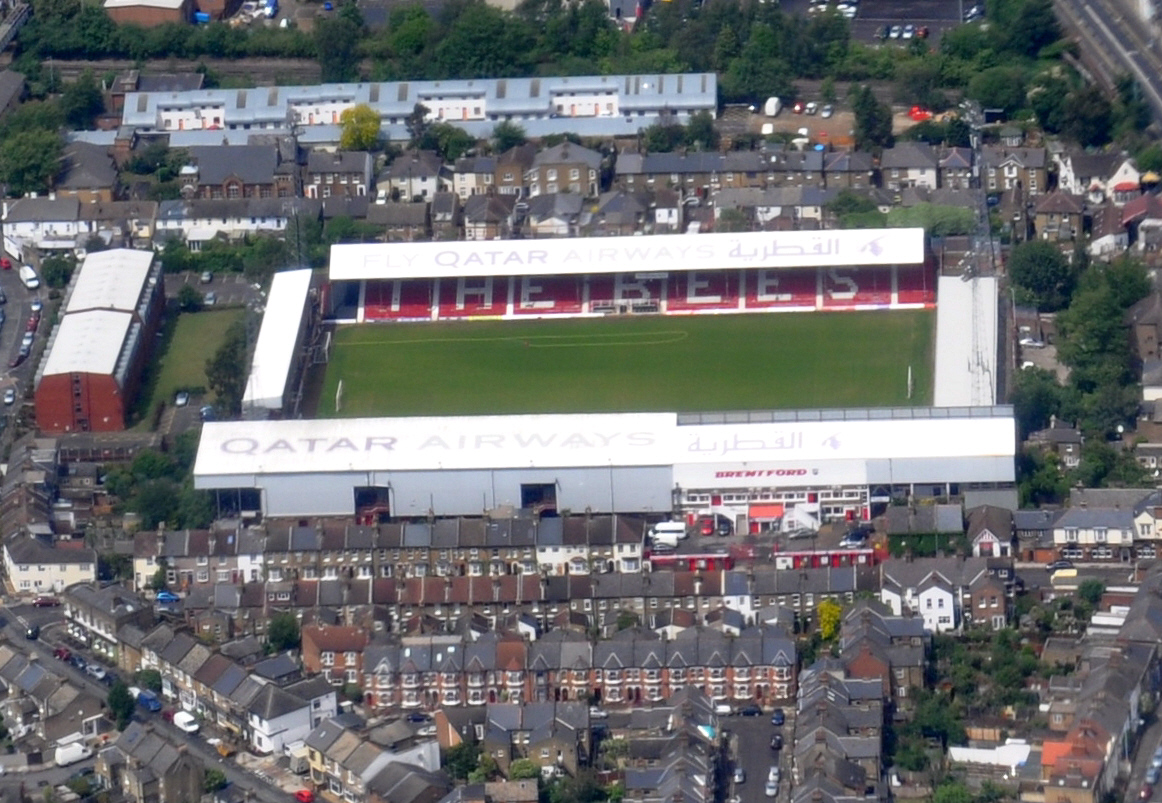
Griffin Park.

Brentford är en före detta stad, numera stadsdel i London i England, belägen 16 kilometer väster om Waterloo Station vid floden Brents inflöde i Themsen. Brentford är ändpunkt för Grand Junction Canal.
Brentford slogs 1927 samman med staden Chiswick, de båda städerna hade 1938 61 476 invånare. Bland Brentfords industrier under 1900-talet fanns brännerier, bryggerier, sågverk, järnverkstäder och handelsträdgårdar.
Vid Brentford besegrade Edmund Järnsida 1016 den danske kungen Knut den store och Karl I besegrade den 12 november 1642 parlamentstrupperna under Essex här.
Fotbollsklubben Brentford FC är hemmahörande i Brentford.